# Nemesis Reborn
Nemesis Reborn (w latach 1994–2022: Nemesis) – stalowa kolejka górska firmy Bolliger & Mabillard zbudowana w sekcji Forbidden Valley, w parku rozrywki Alton Towers w Wielkiej Brytanii. Pierwsza odwrócona kolejka górska (ang. Inverted Coaster) w Europie.

## Historia
W 1990 roku park Alton Towers podjął decyzję o budowie nowej kolejki górskiej. Zdecydowano się na budowę modelu Pipeline Coaster firmy Arrow Dynamics, jednak po wypróbowaniu prototypowego egzemplarza opracowanego pod kryptonimem Secret Weapon 1 (SW1) zdecydowano, że jest on nieudany. Przyszły projektant Nemesis – John Wardley – ocenił, iż jest on zbyt powolny i nudny ze względu na bardzo duży współczynnik tarcia oraz ograniczenie maksymalnej wysokości projektowanej kolejki.
W grudniu 1991 roku zdecydowano się na wykonanie wykopów w celu umożliwienia budowy kolejki o większym spadku, opracowywanej pod kryptonimem Secret Weapon 2 (SW2). Również ten projekt został jednak ostatecznie porzucony.
W 1992 roku rozpoczęły się prace nad kolejnym projektem kolejki pod kryptonimem Secret Weapon 3 (SW3). Tym razem zdecydowano się, na podstawie wizyty projektanta Johna Wardleya w parku Six Flags Great America, na budowę kolejki typu Inverted Coaster, której pierwszy egzemplarz na świecie – Batman The Ride – powstawał w tym parku. Kolejka ta budowana była w tajemnicy, a sieć Six Flags zdecydowała się przekazać szczegóły konstrukcji parkowi Alton Towers w zamian za podobną przysługę w przyszłości.
Kolejka została otwarta w dniu 19 marca 1994 roku.
W dniach 16-18 sierpnia 2019 roku park obchodził łącznie Międzynarodowy Dzień Roller Coasterów oraz dwudziestopięciolecie istnienia Nemesis. W ramach obchodów święta wprowadzono m.in. trzydniowy bilet wstępu do parku, okolicznościowe odznaki i zdjęcia z przejazdu w obniżonej cenie; zmodyfikowano logo kolejki dodając do niego liczbę "25". W wydarzeniu wziął udział projektant kolejki, John Wardley.

### Nemesis Reborn
W styczniu 2022 park Alton Towers ogłosił plany szeroko zakrojonego remontu roller coastera, w ramach którego planowano m.in. wymianę większości toru oraz 89 ze 117 podpór na nowe. Geometria nowych elementów jest identyczna z oryginalnymi, dzięki czemu roller coaster zachował swój charakter. Projekt zakładał też wypełnienie toru piachem w celu zmniejszenia poziomu hałasu generowanego przez poruszające się po nim pociągi. Jest to zabieg stosowany fabrycznie w nowszych kolejkach B&M.
21 września 2022 roku park ogłosił zamknięcie Nemesis od 7 listopada 2022. Podano, że remont kolejki potrwa do 2024 roku.
W lutym 2022 roku park ogłosił otwarcie wyremontowanej kolejki w dniu 16 marca 2024 roku pod nową nazwą: Nemesis Reborn.

## Opis przejazdu
Pociąg opuszcza stację, skręca lekko w prawo i rozpoczyna wjazd na główne wzniesienie o wysokości 13 m, następnie zjeżdża z niego o 31,7 m w dół jednocześnie wykonując zwrot o 180° w lewo, pokonuje pierwszy korkociąg, spiralę o 270° w prawo, drugą inwersję – zero-g-roll, wzniesienie ze zwrotem o 180° w prawo, pionową pętlę, spiralę o 270° w lewo, drugi korkociąg, po czym zawraca o 180° w prawo, zostaje wyhamowany i wraca na stację.

## Tematyzacja
Motywem przewodnim kolejki jest legenda o potworze-kosmicie kryjącym się pod terenem parku, który miał zostać obudzony ze snu podczas prac konserwacyjnych przy jednej z atrakcji. Sama kolejka jest ściśle wpasowana w sztucznie uzyskaną rzeźbę terenu i otaczają ją liczne dekoracje sugerujące obecność potwora. Nazwa kolejki nawiązuje do Nemezis – greckiej bogini zemsty i przeznaczenia. Do roku 2022 tor kolejki kremowobiały, podpory szarozielone, z malowaniem imitującym rdzę i brud. Po remoncie, od 2024 roku, tor i podpory czarne z czerwonymi detalami. 

## Miejsce w rankingach
| Golden Ticket Awards – Top 50 stalowych kolejek górskich | Golden Ticket Awards – Top 50 stalowych kolejek górskich | Golden Ticket Awards – Top 50 stalowych kolejek górskich | Golden Ticket Awards – Top 50 stalowych kolejek górskich | Golden Ticket Awards – Top 50 stalowych kolejek górskich | Golden Ticket Awards – Top 50 stalowych kolejek górskich | Golden Ticket Awards – Top 50 stalowych kolejek górskich | Golden Ticket Awards – Top 50 stalowych kolejek górskich | Golden Ticket Awards – Top 50 stalowych kolejek górskich | Golden Ticket Awards – Top 50 stalowych kolejek górskich | Golden Ticket Awards – Top 50 stalowych kolejek górskich | Golden Ticket Awards – Top 50 stalowych kolejek górskich | Golden Ticket Awards – Top 50 stalowych kolejek górskich | Golden Ticket Awards – Top 50 stalowych kolejek górskich |
| -------------------------------------------------------- | -------------------------------------------------------- | -------------------------------------------------------- | -------------------------------------------------------- | -------------------------------------------------------- | -------------------------------------------------------- | -------------------------------------------------------- | -------------------------------------------------------- | -------------------------------------------------------- | -------------------------------------------------------- | -------------------------------------------------------- | -------------------------------------------------------- | -------------------------------------------------------- | -------------------------------------------------------- |
| 1998                                                     | 1999                                                     | 2000                                                     | 2001                                                     | 2002                                                     | 2003                                                     | 2004                                                     | 2005                                                     | 2006                                                     | 2007                                                     | 2008                                                     | 2009                                                     | 2010                                                     | 2011                                                     |
| 10                                                       | 13                                                       | 14                                                       | 19                                                       | 18                                                       | 7                                                        | 17                                                       | 16                                                       | 16                                                       | 14                                                       | 13                                                       | 20                                                       | 18                                                       | 12                                                       |
| 2012                                                     | 2013                                                     | 2014                                                     | 2015                                                     | 2016                                                     | 2017                                                     | 2018                                                     | 2019                                                     | 2020                                                     | 2021                                                     | 2022                                                     | 2023                                                     | 2024                                                     |                                                          |
| 16                                                       | 20                                                       | 21                                                       | 9                                                        | 11                                                       | 20                                                       | 20                                                       | 16                                                       | ×                                                        | 32                                                       | 31                                                       | 35                                                       | 37                                                       |                                                          |

| European Star Award – Top 10 stalowych kolejek górskich w Europie | European Star Award – Top 10 stalowych kolejek górskich w Europie | European Star Award – Top 10 stalowych kolejek górskich w Europie | European Star Award – Top 10 stalowych kolejek górskich w Europie | European Star Award – Top 10 stalowych kolejek górskich w Europie | European Star Award – Top 10 stalowych kolejek górskich w Europie | European Star Award – Top 10 stalowych kolejek górskich w Europie | European Star Award – Top 10 stalowych kolejek górskich w Europie | European Star Award – Top 10 stalowych kolejek górskich w Europie |
| ----------------------------------------------------------------- | ----------------------------------------------------------------- | ----------------------------------------------------------------- | ----------------------------------------------------------------- | ----------------------------------------------------------------- | ----------------------------------------------------------------- | ----------------------------------------------------------------- | ----------------------------------------------------------------- | ----------------------------------------------------------------- |
| 2012                                                              | 2013                                                              | 2014                                                              | 2015                                                              | 2016                                                              | 2017                                                              | 2018                                                              | 2019                                                              | 2020                                                              |
| –                                                                 | –                                                                 | 7                                                                 | 7                                                                 | 4                                                                 | 7                                                                 | 9                                                                 | 9                                                                 | ×                                                                 |

## Nemesis Sub-Terra
24 marca 2012 roku w pobliżu kolejki otwarto nową atrakcję: symulator Nemesis Sub-Terra połączony z wieżą swobodnego spadania, którego tematyzacja i program przedstawiany gościom parku jest rozwinięciem legendy o potworze pod kolejką Nemesis. Symulator został jednak zamknięty do odwołania po wypadku na kolejce The Smiler, do którego doszło w dniu 2 czerwca 2015 roku.